# Mitchell Brothers O'Farrell Theatre
Mitchell Brothers O'Farrell Theatre es el nombre de un club de estriptis ubicado en la ciudad estadounidense de San Francisco (California). Habiendo abierto por primera vez como una sala de cine X por Jim y Artie Mitchell, directores de la afamada película pornográfica Behind the Green Door, el 4 de julio de 1969, O'Farrell fue uno de los establecimientos de entretenimiento para adultos más antiguos y notorios de la costa oeste de los Estados Unidos. El club cerró en 2020 después de algunos años de dificultades económicas. En 1980, el local nocturno había popularizado el baile erótico de contacto cercano, que se convertiría en la norma en los clubes de estriptis de todo el país.

## Historia
El teatro pasó por dos fases principales que reflejaron una transición importante en el modelo de negocio de los hermanos Mitchell: primero como una sala de cine para presentar sus películas para adultos, y luego como un club de estriptis de vanguardia que ofrecía espectáculos de contacto con el cliente con estríperes. Durante décadas, los eventos en el Teatro O'Farrell han sido tanto sobre la obstinada persistencia de los hermanos en la aplicación de recursos legales para evitar el enjuiciamiento por parte de la brigada de vicio y el fiscal de distrito de San Francisco, como sobre sus innovaciones únicas para la industria del entretenimiento erótico.

### Cine erótico
Antes de que decidieran abrir un negocio en el O'Farrell Theatre en 1969, Jim y Artie Mitchell producía y distribuían películas pornográficas cortas de 15 minutos, llamadas loops, que los clientes podían ver por 25 centavos el minuto en pequeñas salas de juegos. Pero los hermanos querían ir más allá de la producción de bucles cortos y pasar a crear largometrajes más largos cuya distribución y presentación también pudieran controlar. Con la conversión de un antiguo concesionario de automóviles Pontiac en las calles O'Farrell y Polk, construyeron un escenario de sonido improvisado para filmar y asientos para una sala de cine para brindarles esa oportunidad. A un ritmo de uno por mes, produjeron largometrajes, que eran películas de 30 a 60 minutos que podían anunciarse y luego mostrarse en el O'Farrell.
Pero solo tres semanas después de que abriera el teatro, agentes de policía vestidos de civil entraron y arrestaron a James Mitchell, de 25 años, todavía estudiante de cine en la Universidad Estatal de San Francisco, por producción y exhibición de material obsceno. No fácilmente disuadidos, los hermanos se comprometieron durante una conferencia de prensa a contraatacar y contrataron a un abogado joven pero feroz llamado Michael John Kennedy para que los defendiera de los cargos de obscenidad. Kennedy ya había comenzado a construir una reputación nacional como un activista político ingenioso, y más tarde representaría a Timothy Leary, Bernardine Dohrn, César Chávez y Huey Newton. Con Kennedy y la Primera Enmienda tras ellos, los Mitchell desafiaron tenazmente a las autoridades al continuar mostrando sus películas mientras eran arrestados docenas de veces.
Poco más de un año después, cuando el primer caso llegó a los tribunales, el juicio se convirtió en un circo mediático local cuando un extravagante y bromista Kennedy irritó al fiscal de distrito mientras desafiaba la definición legal de obscenidad. Después de un largo juicio, el jurado quedó irremediablemente estancado y los hermanos escaparon sin convicción. Kennedy creía que el valor social de la pornografía era que servía de escudo para el resto del arte y la literatura, lo que significa que si la pornografía no podía ser censurada, también se protegerían otras formas de arte.
Con la película para adultos Behind the Green Door, protagonizada por Marilyn Chambers y estrenada en el O'Farrell en 1972, los hermanos Mitchell hicieron su primer intento de crear un largometraje para adultos para el público general. El estigma del sexo en las películas convencionales se había desmoronado con películas como El último tango en París, y los Mitchell decidieron invertir tiempo y dinero extra en la realización de la película. La cinta disfrutó de un golpe de marketing nacional cuando se reveló que su estrella de 19 años, Marilyn Chambers, era la misma modelo que apareció sosteniendo un bebé en cajas de detergente Ivory Snow. La película se hizo por 60 000 dólares y recaudó más de dos millones en su primer año, convirtiéndose en la segunda película para adultos más taquillera de todos los tiempos al recaudar más de 50 millones. Con ella, los Mitchell se hicieron millonarios, abrieron otros diez teatros para adultos y tuvieron muchos fondos para experimentos posteriores en el O'Farrell cuando se convirtió en un club de estriptis de vanguardia.
A principios de la década de 1970, el teatro detendría sus funciones para adultos a la medianoche un par de noches a la semana y luego volvería a abrir como The People's Nickelodeon, junto con un cargo de entrada de cinco centavos y palomitas de maíz gratis. Los espectáculos de medianoche eran un montaje de películas antiguas y entretenimiento en vivo al estilo vodevil proporcionado por las Nickelettes, una línea de coros de mujeres escandalosamente divertidas que solían hacer rutinas de canciones y bailes. La audiencia de hippies jóvenes y algunos viejos veía películas como los hermanos Marx, Abbott y Costello, Yellow Submarine u otras favoritas de la contracultura, mientras ocasionalmente bebían y fumaban marihuana. Las inspecciones y las interrupciones por parte del departamento de bomberos y la policía eran comunes, pero los espectáculos generalmente continuaban hasta las tres de la mañana o más tarde.

### Club de estriptis
Todo cambió para los hermanos Mitchell durante la segunda mitad de la década de 1970, cuando la invención de la grabadora de videocasetes provocó una proliferación de tiendas de alquiler de videos. Las primeras ganancias de las cintas de video de las películas de los hermanos comenzaron a caer, y luego la demanda de proyecciones públicas de películas para adultos comenzó a desplomarse porque los clientes ahora podían alquilar películas por un dólar la noche. Al darse cuenta de que necesitaban un nuevo modelo comercial, los hermanos Mitchell enviaron al gerente Vincent Stanich por todo el país para explorar espectáculos de contacto con el cliente en bares y clubes de estriptis.
Después de que Stanich les informara, los hermanos Mitchell respondieron abriendo tres nuevas salas en rápida sucesión que presentaban shows en vivo de estríperes: The Ultra Room, The Kopenhagen y New York Live. En 1977 abrieron la Ultra Room que presentaba shows en vivo de bondage lésbico. Tenía un escenario a nivel del piso que estaba rodeado por treinta cabinas estrechas que tenían vidrio para separar a los artistas de los clientes. Unos meses más tarde, se quitaron los cristales de las cabinas y se habilitaron los espectáculos de contacto con el cliente. Los espectáculos de Ultra Room fueron muy populares, costaron 10 dólares, duraron media hora y se agotaron el primer día. El siguiente en abrir fue The Kopenhagen, que era una pequeña sala con asientos en el perímetro que tenía espectáculos en vivo frente a, y a veces sobre, una pequeña audiencia por un par de mujeres desnudas.
Sin embargo, el nuevo local más rentable del club fue New York Live!, que era como un club de estriptis con un escenario cuadrado y asientos a tres lados. Las estríperes interpretaron tres conjuntos de canciones mientras que por lo general estaban totalmente desnudas para la canción final. La mayoría de las otras estríperes que no actuaban en el escenario estaban sentadas desnudas en el regazo de los clientes para pedir propinas. La cantidad de propinas aumentó rápidamente, los empleados acuñaron el término "baile erótico", y la popularidad del mismo provocó que filas de hombres aparecieran regularmente fuera de las puertas del teatro. Los Mitchell contrataron a nuevos bailarines lo más rápido que pudieron para mantenerse al día con la demanda, y con el lap dance fueron pioneros en la innovación de un club de estriptis que les ganó notoriedad internacional y generó más dinero que su negocio cinematográfico.
Aunque el O'Farrell Theatre había luchado con éxito contra el enjuiciamiento en la década de 1970 por la obscenidad en sus películas, durante la década de 1980 se enfrentaría a un nuevo tipo de amenaza de los tribunales sobre si el contacto con el cliente podría ser legal durante los espectáculos en vivo, y si las estríperes tenían la posibilidad de hacerlo. derecho a dar bailes eróticos. Un nuevo estado de ánimo llegó al ayuntamiento cuando Dianne Feinstein reemplazó a George Moscone como alcalde. Como supervisora de la ciudad, Feinstein había sido una voz estridente en contra de la pornografía, y luego, como alcaldesa, le dejó en claro a su fiscal de distrito que debería ser agresivo en los casos de obscenidad y pornografía. En julio de 1980, menos de un año después de que Feinstein fuera elegida alcaldesa, quince agentes de policía allanaron el Teatro O'Farrell y arrestaron a catorce clientes, seis artistas y siete empleados por cargos relacionados con la prostitución. Durante una conferencia de prensa, Jim Mitchell prometió luchar contra los cargos y declaró: "Creemos que tenemos un programa protegido legalmente por las leyes de California. Acariciar el pecho de una niña no es prostitución". En el primer juicio que se originó en esa redada, tres estríperes enfrentaron cargos por cometer actos lascivos en público. El juicio resultó en decisiones de juicio nulo para dos bailarines y una sola condena para una bailarina: se convertiría en la única bailarina en la historia en obtener una hoja de antecedentes penales mientras trabajaba en O'Farrell, pero no recibió tiempo en la cárcel ni una multa.
Para el próximo juicio de la redada de 1980, los Mitchell regresaron al bufete de abogados de Michael Kennedy y consiguió que su ex socio, Dennis Roberts, los representara. Roberts hábilmente encontró una solución que descarrilaría todos los demás casos contra los bailarines, mediante el uso de un estatuto poco conocido llamado Programa de desviación del primer infractor. Ese juicio fue la última vez que los artistas intérpretes o ejecutantes de la redada de 1980 se enfrentarían a enjuiciamiento.
Se hizo un último intento para procesar a O'Farrell bajo la administración de Feinstein en febrero de 1985, cuando el Cine-Stage fue allanado por una docena de policías durante una aparición como cabeza de cartel de la estrella de cine para adultos Marilyn Chambers. Sin embargo, el fiscal de distrito se negó a presentar cargos contra Chambers y un juez se negó a emitir una orden judicial crítica contra los propios hermanos. También en ese momento el departamento de policía había estado recibiendo protestas de los medios, el público y los políticos sobre múltiples escándalos, como cuando un graduado de la academia de policía recibió una felación de una prostituta en una fiesta de graduación de la academia de policía. Además de sus problemas, los agentes de policía arrestaron a un periodista local por pasear a su perro sin correa después de que el periodista escribiera críticamente sobre el departamento de policía tras la redada de Chambers. A raíz de la redada de las Cámaras y los escándalos de la policía, la Junta de Supervisores votó para despojar al departamento de policía de su poder de licenciar clubes de estriptis, y que los Hermanos Mitchell deberían recibir 14 000 dólares por daños resultantes de la incursión de las Cámaras.
A lo largo de los años, los Mitchell fueron los acusados en más de 200 casos judiciales por obscenidad o cargos relacionados. En su mayoría victoriosos, fueron representados por abogados agresivos.
Durante las celebraciones por el 30 aniversario de O'Farrell en 1999, la estrella del burlesque Tempest Storm, para entonces de 70 años, bailó en el escenario. El alcalde Willie Brown declaró un "Tempest Storm Day" en su honor. Marilyn Chambers volvió a actuar en el teatro el 28 de julio de 1999 en lo que Willie Brown denominó "Marilyn Chambers Day".
Cuando la Comisión de la Condición Jurídica y Social de la Mujer de San Francisco propuso en 2006 prohibir las cabinas y salas privadas en los clubes de adultos debido a las preocupaciones sobre las agresiones sexuales que tenían lugar allí, varias bailarinas de O'Farrell se pronunciaron en contra de tales intenciones.
A partir de 2006, Jeff Armstrong, su gerente comercial desde hace mucho tiempo, continuó dirigiendo O'Farrell; la representación legal la proporcionaba el ex supervisor de San Francisco y fiscal de distrito por dos mandatos, Terence Hallinan.
En junio de 2010, la hija de Jim, Meta Mitchell Johnson, tomó el control de O'Farrell como gerente.

## Actividad
El Teatro O'Farrell está abierto los siete días de la semana y casi todas las noches del año. Un precio de entrada general daba acceso gratuito a los espectáculos en vivo de varias salas temáticas dentro del edificio, y no se servían bebidas alcohólicas. La sala de exposición principal de O'Farrell era New York Live, un espectáculo de estriptis continuo en el que los artistas interpretaban dos conjuntos de canciones en un escenario con asientos de teatro en tres lados. El Cine-Stage era una sala de cine de 200 asientos con un gran escenario elevado donde también se presentaban espectáculos en vivo, parodias cómicas y actuaciones musicales. También había varias salas temáticas, como la Ultra Room, una sala tipo peep show donde los clientes podían pararse en cabinas privadas mientras veían a las mujeres actuar con juguetes eróticos y atuendos. The Green Door Room llevaba el nombre de la película clásica de los Mitchell, Behind the Green Door, sirviendo como escenario principal para algunas películas. Y en el oscuro Kopenhagen Lounge, los clientes usaban linternas para ver las actuaciones de dos bailarines desnudos. Todos los empleados varones de O'Farrell, incluidos los gerentes, debían adherirse a un estricto código de vestimenta de pajarita negra, camisa blanca, pantalones y zapatos negros.

## Disputas y demandas
Originalmente, la compañía de administración del O'Farrell Theatre, Cinema 7, pagaba a sus bailarines una tarifa fija por turno y les permitía aceptar propinas, pero en la década de 1980 reemplazaron ese pago con el salario mínimo federal al tiempo que permitían que los bailarines aceptaran propinas.
En 1988, la gerencia de O'Farrell creó una compañía separada, Dancers Guild International (DGI), que sería dirigida por Vince Stanich, y cambió el estado de los bailarines de empleados remunerados a contratistas independientes no remunerados que habían pagar a la DGI "tarifas de etapa" de hasta 300 dólares por turnos de ocho horas.
Muchos de los bailarines de O'Farrell consideraron la nueva política del club injusta y posiblemente ilegal. Dos de ellas, Ellen Vickery y Jennifer Bryce, presentaron una demanda colectiva contra DGI (los demandantes finalmente serían más de 500), argumentando que la reclasificación de O'Farrell de los bailarines como contratistas independientes era ilegal y que se les debía salarios atrasados, así como un reembolso de los honorarios. El caso se resolvió en 1998 y los bailarines recibieron 2,85 millones de dólares. Desde entonces, se han presentado demandas similares que impugnaron el estatus de contratista independiente contra muchos otros clubes de estriptis, y las comisiones laborales, así como los tribunales, han fallado en su mayoría a favor de los bailarines y otorgado salarios anteriores y reembolsos de tarifas de escenario.
Después del caso de 1998, O'Farrell volvió a cambiar la estructura de pago de los artistas: publicaron una tarifa "sugerida" de 20 dólares por baile erótico y 40 dólares por actuación privada y establecieron una cuota de 360 dólares por mujer y noche; a las mujeres se les permitió quedarse con la mitad de la cuota más todas las propinas. Sin embargo, se llegaron a registrar que algunos bailes eran cobrados por 240 dólares. Las bailarinas afirmaron sentirse presionados a pagar 180 dólares por noche incluso si hubieran ganado menos de esa cantidad, y en 2002 comenzó otra demanda colectiva de 370 demandantes. En 2007, un juez falló a favor de los bailarines, declarando ilegal el sistema de cuotas y exigir que O'Farrell pagase cualquier cantidad que los empleados puedan demostrar que pagaron para cumplir con sus cuotas, menos cualquier cantidad que el empleador pueda demostrar que los bailarines habían cobrado pero no informaron. También se ordenó a O'Farrell que reembolsara a los bailarines por los trajes temáticos requeridos.
Algún tiempo después del acuerdo de 2008, el club cambió el estado de sus trabajadores de contratistas independientes a ser empleados remunerados con aportación de salario mínimo, compensación de trabajadores y cobertura médica.